# Mehr (Rees)

Lage von Mehr in Rees

Das Ortswappen

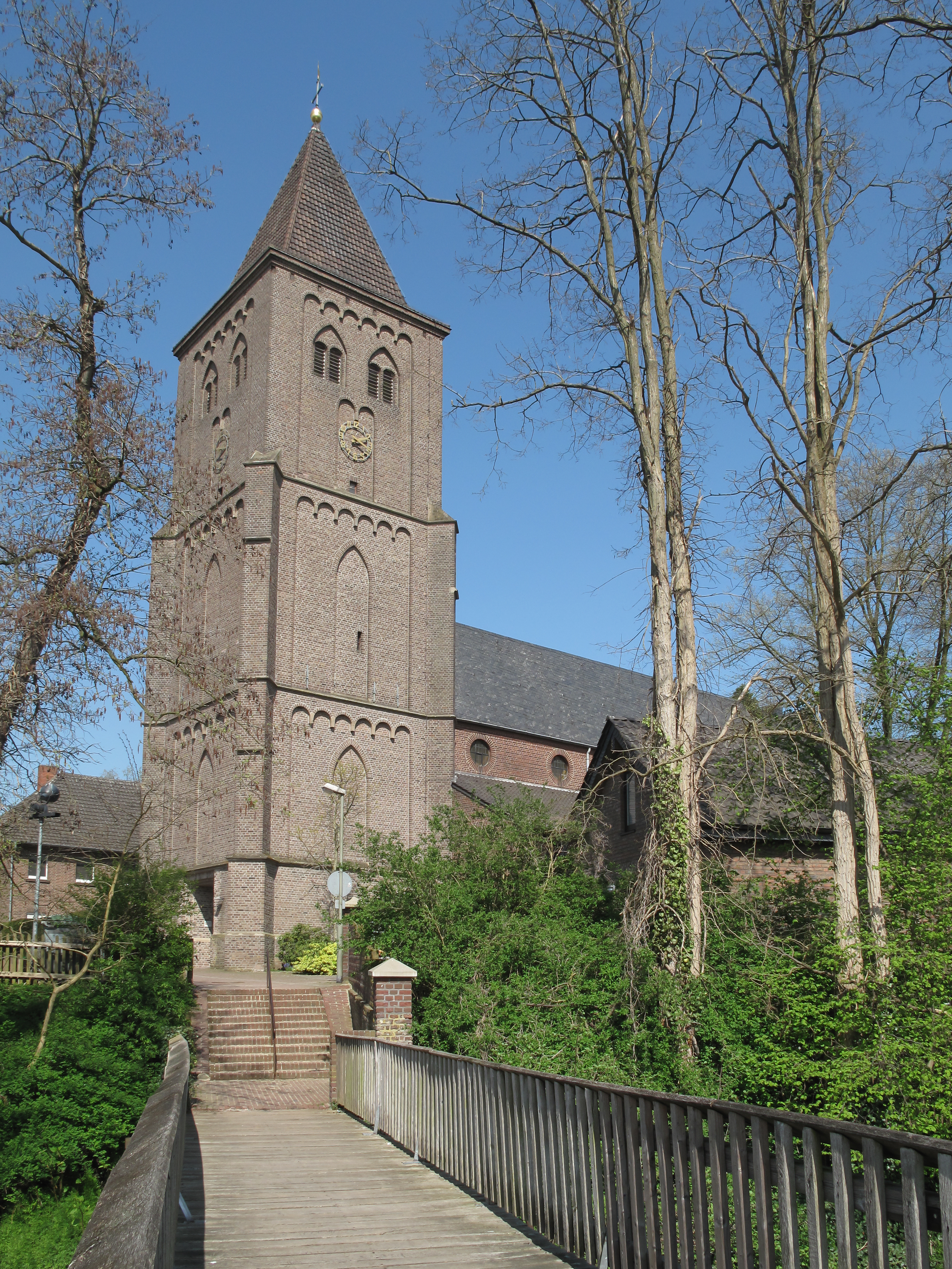
Mehr, Kirche

Mehr ist ein Stadtteil von Rees im Kreis Kleve, Nordrhein-Westfalen.

## Geographie
Zu Mehr zählen die Bauerschaften Lohrwardt, Overkamp-Ree und Moshövel.
Das Gemeindegebiet ist größtenteils sehr landwirtschaftlich strukturiert. Der westliche Teil des Gemeindegebietes wird durch den Rhein begrenzt. Größere Waldflächen befinden sich östlich des Dorfes. Zudem entstanden durch jahrelangen Kiesabbau um das Gemeindegebiet herum große Wasserflächen. An der Langen Renne (in deren nördlichem Teil) siedelten sich seit den 1950er Jahren mehrere Campingplätze an. Der südliche Teil der Langen Renne ist seit 2010 als Naturschutzgebiet ausgewiesen. Neben dem Naturschutzgebiet Lange Renne gibt es im Ortsteil Mehr noch ein weiteres, das Bellinghover Meer.

## Geschichte
Urkundlich im Jahr 947 wurde der Oberhof von Mehr – curtis in Mere – wohl aus merowingischen Krongut stammend, von Liutgard († 953), der Tochter Otto dem Großen, dem St.-Viktor-Stift in Xanten geschenkt, gemäß dem Kalendarium necrologicum Xantense. Dieser Hof, das heutige Gasthaus „Zur Rose“, befand sich auf einer stets hochwasserfreien Lage im Rheinvorland und gilt als der Namensgeber des Dorfes Mehr. In der Kirche St. Vincentius sind zwei Memoriensteine verbaut, die vermutlich aus dem 9. Jahrhundert stammen. Die beiden Inschriften beziehen sich auf Wolfrad und Reginlind, wahrscheinlich die Mitglieder der herrschaftlichen Familie des Oberhofes in Mehr. Sie enthalten nicht das Todesjahr, sondern sie sollen an die Memorie, das Jahrgedächtnis, erinnern, das der Priester der Eigenkapelle alljährlich am Sterbetag für die Genannte zu halten hatte.
Die Kirche in Mehr steht im Lagerbuch des St.-Viktor-Stiftes unter den Pfarrkirchen des Dekanates Xanten, die fast alle schon zu Zeiten Karls des Großen – also um 800 – bestanden haben.
Im Siebenjährigen Krieg besiegte am 5. August 1758 in der Schlacht bei Mehr (franz. Affaire de Meer) auf dem Gebiet des heutigen Mehrhoog der braunschweigische Generalleutnant von Imhoff die französischen Truppen unter General Chevert.
Am 29. Februar 1784 brach der Bislicher Deich. Große Flächen des heutigen Stadtgebietes wurden überflutet. Die Menschen retteten sich auf die Speicher und Dächer.
Die Gemeinde Haffen-Mehr wurde am 1. Januar 1975 anlässlich der nordrhein-westfälischen Gemeinde- und Kreisgebietsreform aufgeteilt. Während eine Fläche von 8,32 km2 mit 2516 Einwohnern (Mehrhoog) nach Hamminkeln umgegliedert wurde, erhielt die Stadt Rees den Hauptanteil mit 22,55 km2 und 2678 Einwohnern.

## Verkehr
Mehr wird durch die Bundesstraße 8 an das Fernstraßennetz angebunden. Mehr ist an ein weitverzweigtes Radwegenetz angeschlossen.

## Bauwerke, Monumente
- Katholische St.-Vincentius-Kirche[3]
- Evangelische Kirche in Mehr, 1777 (Ev. Kirchengemeinde Haffen-Mehr-Mehrhoog)[4]
- Schloss Bellinghoven
- Haus Averforth

## Naturschutzgebiete Lange Renne und Bellinghover Meer

### Lange Renne
Der Ortsteil Mehr hat das seit 2010 ausgewiesene, 13 ha große Naturschutzgebiet Lange Renne (auch Lange Rinne). Es ist ein Nebengewässer des Rheins. Das Altwasser hat eine Fläche von 0,193 Quadratkilometern bei einer maximalen Tiefe von 10,49 Metern. Der südliche Teil des Ostufers bildet die Grenze zum Ortsteil Mehrhoog der Stadt Hamminkeln.
Die Entstehung der Langen Renne wird den Verlagerungen des Rheinstroms zugeschrieben, wobei jedoch in neuerer Zeit eine künstliche Abgrabung während der frührömischen Anwesenheit auf der rechten Rheinseite zur Anlage des Drususkanales in Betracht gezogen wird. Von dem Altwasser ist nur der südliche Teil aufgrund der gut entwickelten Schwimmblattvegetation und größeren Röhrichtbeständen als Naturschutzgebiet ausgewiesen.

### Bellinghover Meer
Das auch seit 2010 ausgewiesene Naturschutzgebiet Bellinghover Meer liegt an der Rheinniederterrassenkante. Es wird von der Langen Renne gespeist und mündet in das Hagener Meer, das über die Haffensche Landwehr in den Rhein fließt.
Das Bellinghover Meer und das Haagener Meer sind Überreste der Sonsfelder Schlinge, eines Mäanders des Rheins. Sie entstand im späten Mesolithikum oder frühen Neolithikum. Vom 10. bis 13. Jahrhundert verließ der Rhein sein altes Bett und floss über die aus der Bronzezeit stammende Visseler Schlinge und die Lange Renne in das Bellinghover Meer. Die Entwässerung über die Haffensche Landwehr ist durch eine Urkunde der Deichschau Rees seit 1580 nachgewiesen.
Neben Karpfen, Schleie, Hecht und Flussbarsch leben im Bellinghover Meer vor allem zahlreiche Weißfisch-Arten. Sie bilden die Nahrungsgrundlage für Haubentaucher, Komorane, Graureiher und Eisvogel. Flusskrebse und viele verschiedene Arten von Flussmuscheln zeugen von einer hohen Wasserqualität. Das Bellinghover Meer hat einen schmalen Röhrichtsaum. Im nördlichen Bereich sowie im südlichen Flachwasserbereich befinden sich Schwimmblattzonen.

## Sport
- Der auf Kreisebene spielende örtliche Fußballverein mit verschiedenen Jugendmannschaften heißt TuS Haffen-Mehr wurde 1970 gegründet und ist am Paradies-Stadion, Galaystraße, in Mehr beheimatet.[8]
- Laufpark „Rund um das Reeser Meer“ (barrierefrei) hat auf der Wilhelmstraße in Haffen einen Startpunkt für Sportler aus Haffen und Mehr.

## Sonstiges
- Ortsvorsteher ist Stefan van Ophuysen (Stand Dezember 2021)

## Persönlichkeiten
- Konrad Heresbach (1496–1576), deutscher Humanist
- Johann Gottfried von Manger (1737–1823), Prediger und Bürgermeister
- Vlado Stenzel (* 1934), deutscher Handball-Bundestrainer
- Otmar Loffeld (1955–2022), Ingenieurwissenschaftler und Hochschullehrer an der Universität Siegen